# Mertensophryne mocquardi
Espèce
Synonymes
- Bufo mocquardi Angel, 1924

Statut de conservation UICN

 DD  : Données insuffisantes
Mertensophryne mocquardi est une espèce d'amphibiens de la famille des Bufonidae.

## Répartition
Cette espèce est endémique du Kenya. Elle se rencontre sur le mont Kenya, sur le plateau de Kinangop et sur les hauts plateaux autour de Nairobi.

## Taxinomie
En 1997, Poynton a relevé de leurs synonymies Bufo nairobiensis et Bufo mocquardi d'avec Bufo lonnbergi. Channing et Howell en 2006 les traitent comme trois espèces à part entière. Tandy considère qu'à la fois Mertensophryne mocquardi et Mertensophryne nairobiensis sont des synonymes de Mertensophryne lonnbergi.

## Étymologie
Cette espèce est nommée en l'honneur de François Mocquard.

## Publication originale
- Angel, 1924 : Note préliminaire sur deux batraciens nouveaux, des genres Rappia et Bufo, provenant d'Afrique orientale anglaise (Mission Alluaud et Jeannel, 1911-1912). Bulletin du Muséum National d'Histoire Naturelle, Paris, vol. 30, p. 269-270.